# Anopedias notaulatus
Anopedias notaulatus är en stekelart som beskrevs av Peter Neerup Buhl 2005. Anopedias notaulatus ingår i släktet Anopedias och familjen gallmyggesteklar. Inga underarter finns listade i Catalogue of Life.